# Курша 1
Курша 1 (Курша Первая) — посёлок станции в Клепиковском районе Рязанской области России. Входит в Бусаевское сельское поселение. Название посёлка — парное названию посёлка при соседней железнодорожной станции.

## Географическое положение
Поселок Курша 1 расположен примерно в 27 км к юго-востоку от центра города Спас-Клепики. Ближайшие населённые пункты — деревня Извеково к северу, деревня Култуки к востоку и посёлок Голованово к югу.

## История
Поселок был основан в конце 20-х годов XX века при строительстве ветки Тумская — Голованова Дача Рязанско-Владимирской узкоколейной железной дороги. Станция Курша Первая была открыта в 1932 г. Название посёлок получил от протекающей восточнее реки Курша. На станции  Курша 1 железная дорога раздваивалась: на юг уходила ветка на станцию Голованова Дача, а на юго-восток — ветка на станции Курша Вторая и Чарусский лесозавод (существовала до 50-х годов XX века).
Помимо посёлков Курша Первая и Курша Вторая до середины XX века в 9 км восточнее Курши 1-й существовало небольшое село Курша (Успенское). А. И. Куприн в рассказе "Мелюзга" описал вымышленное село Большая Курша на реке Пре, которое являлось собирательным образом мещёрской деревни.
В отличие от Курши Второй, получившей широкую известность в результате трагической гибели в лесном пожаре 1936 года, Курша Первая не оставила какого-либо значительного следа в истории.
В посёлке имелся лесозавод, который был закрыт в 1990-х годах. В 2008 году прекратилось движение по узкоколейной железной дороге. Посёлок остался без постоянного населения. Во время лесных пожаров 2010 г. посёлок также сгорел.

## Население
| 2010 |
| ---- |
| 0    |

## Транспорт и связь
Посёлок обслуживает отделение почтовой связи пгт Тума (индекс 391001).